# Музыка её души
«Музыка её души», также «Чикинья Гонзага» (порт. Chiquinha Gonzaga) — биографический бразильский мини-сериал студии «Глобо», посвящённый первой бразильской женщине-композитору Шикинье (Чикинье) Гонзага. Сценарий — Лауро Сезар Мунис, режиссёр — Жайме Можардим. В России транслировался на каналах М1, ТВС и ТНТ.

## Сюжет
Бразилия второй половины XIX века.
Франсиска Эдвижес была внебрачным ребёнком Базилео Гонзага и мулатки Розы. Вопреки желанию родных он женился на своей любовнице и признал Франсиску. Позднее у них родился сын Жука. Но стыдясь происхождения своей жены, Базилео всеми силами пытался сделать из дочери девушку из высшего общества. Он находит ей жениха — богатого Жасинту Рибейру де Амарал. Но Франсиска случайно встречает инженера Жуана Батисту де Карвальу и влюбляется в него. Она готова противостоять семье и церкви, но, увидев Жуана с его давней любовницей Сюзетт, соглашается на брак с Жасинту.
Проходит несколько лет. В семье рождается трое детей, но Франсиска несчастлива в браке. Муж запрещает ей не только сочинять и публично исполнять музыку, но даже просто играть на пианино. Франсиска всё чаще ищет утешения у своих друзей-музыкантов, которые зовут её Шикиньей. Судьба вновь сводит её с Жуаном Батисту. После очередной ссоры Франсиска, забрав старшего сына Жуана Гуалберту, уходит от мужа. Но счастье было недолгим. Жуан Батисту не смог разорвать связь с Сюзетт, и Шикинья оставляет его. Дочь от этой связи, Алиси, остаётся с отцом. Муж и отец запрещают ей встречаться с Марией и Иларио. Теперь вся жизнь Шикиньи Гонзага посвящена музыке.
Имя Шикиньи Гонзага становится известным в Бразилии, но это не приносит ей больших денег. Не радуют и дети. Жуан Гуалберту бросил жену Ритоку и дочерей, живёт со служанкой Виталиной. Иларио, воспитанный Жасинту и его тёткой Селести, стал преступником и, придя в дом Шикиньи, обворовал её. Мария и Алиси, оставшиеся после смерти мужей без средств, требуют у матери денег. Жуан Баптисту хочет вернуться к Шикинье, но она влюбляется в Жуана Баптисту Фернандеса Лаже, который младше её сыновей…

## В ролях
- Габриела Дуарте — Франсиска Эдвижес Невес Гонзага де Рибейру Амарал /Шикинья (в молодости)
- Режина Дуарте — Шикинья Гонзага
- Марселу Новаэс — Жасинту Рибейру де Амарал
- Карлос Альберто Ричелли — Жуан Батисту де Карвальу
- Даниэль Виннитс — Сюзетт Фонтейн (в молодости)
- Сузана Виейра — Сюзетт Фонтейн
- Соланж Коуту — Роза
- Одилон Вагнер — Базилео Гонзага
- Кайо Блат — Жуан Баптисту Фернандес Лаже (в молодости)
- Фабио Жункейра — Жуан Баптисту Фернандес Лаже
- Клаудио Линс — Жука
- Кайо Жункейра — Жуан Гуалберту
- Бел Кутнер — Мария
- Клаудио Мендес — Илариу
- Карла Режина — Алиси
- Ана Паула Табалипа — Рита ди Кассия (Ритока)
- Дира Паэс —Виталина
- Лавиния Власак — Мари
- Даниела Эскобар — Амалия Бергамини де Прадо
- Умберто Мартинш — Артур Прадо
- Пауло Бети — композитор Карлус Гомес
- Вера Олц — донья Лола
- Кристине Фернандес — Алзира
- Мурилу Роса — Амадеу
- Антониу Каллони — Лопес Травао
- Фернанду Альбано — директор оркестра
- Фернанда Мунис — Мариана
- Антонио Грасси — Мануэл
- Серафим Гонсалес — Жасинто (в возрасте)
- Анжела Леал — Селести
- Таня Бондесан — Мария Изабэл де Аморал
- Адриана Леса — Фабиана де Колладу
- Нортон Нашсименту —Колладу
- Розамария Муртиньо — принцесса Изабэл
- Лафайетт Галвао — граф д’Э
- Себастиан Васконселос — падре Триндади
- Шика Шавьер — Инасия
- Милтон Гонсалвес — маэстро Энрике Алвеш ди Мескита
- Сержиу Бритто — Маркиз де Кашиас
- Флавио Мильяччо — Vaga-Lume

дети:
- Алехандре Лемос — Жуан Гуалберту (в детстве)
- Андрэ Рикардо — Илариу (в детстве)
- Ларисса Кирос — Мария (в детстве)
- Эдуардо Калдас — Жука (в детстве)

## Факты
- В оригинальной версии сериал делится на две равные части по 19 серий. В первой части молодую Шикинью сыграла актриса Габриэла Дуарте, во второй части — её мать, актриса Режина Дуарте.
- В сериале снимались также актёры отец и сын Жункейра: отец, Фабио, играл роль Жуана Батисту Фернандеса Лаже (любовника Шикиньи); сын, Кайо, — роль Жуана Гуалбету (старшего сына Шикиньи).
- Связующей нитью всего телесериала является спектакль, посвященный жизни главной героини, на котором она сама присутствует. Шикинья предстаёт зрителю в образе убелённой сединами дамы, сопровождаемой «сыном» — Жуаном Батисту. Трудно поверить, что это всё та же актриса — Режина Дуарте. Безупречный процесс «состаривания», по времени занимавший около пяти часов — заслуга специально приглашенного из Голливуда специалиста по макияжу — Давида Дюпуи.[2]